# Acmadenia mundiana
Acmadenia mundiana es una especie de arbusto perteneciente a la familia de las rutáceas. Es originaria de Sudáfrica.

## Descripción
Es un pequeño arbusto perennifolio que alcanza un tamaño de 0,8 a 1,2 m de altura. Se encuentra a una altitud de 60 a 200 metros en Sudáfrica.

## Taxonomía
Acmadenia mundiana fue descrita por Eckl. & Zeyh. y publicado en Enumeratio Plantarum Africae Australis 1: 105. [Dec 1834-Mar 1835]
Sinonimia
- Acmadenia cucullata E.Mey. ex Sond.
- Acmadenia neglecta Dummer
- Diosma mundiana (Eckl. & Zeyh.) D.Dietr.[2]